# عبد الله آل غانم
عبد الله علي آل غانم (مواليد 10 يونيو 1990) هو لاعب كرة قدم سعودي لعب سابقاً في نادي قلوة.